# St.-Nicolai-und-Catharinen-Kirche (Wahrenholz)

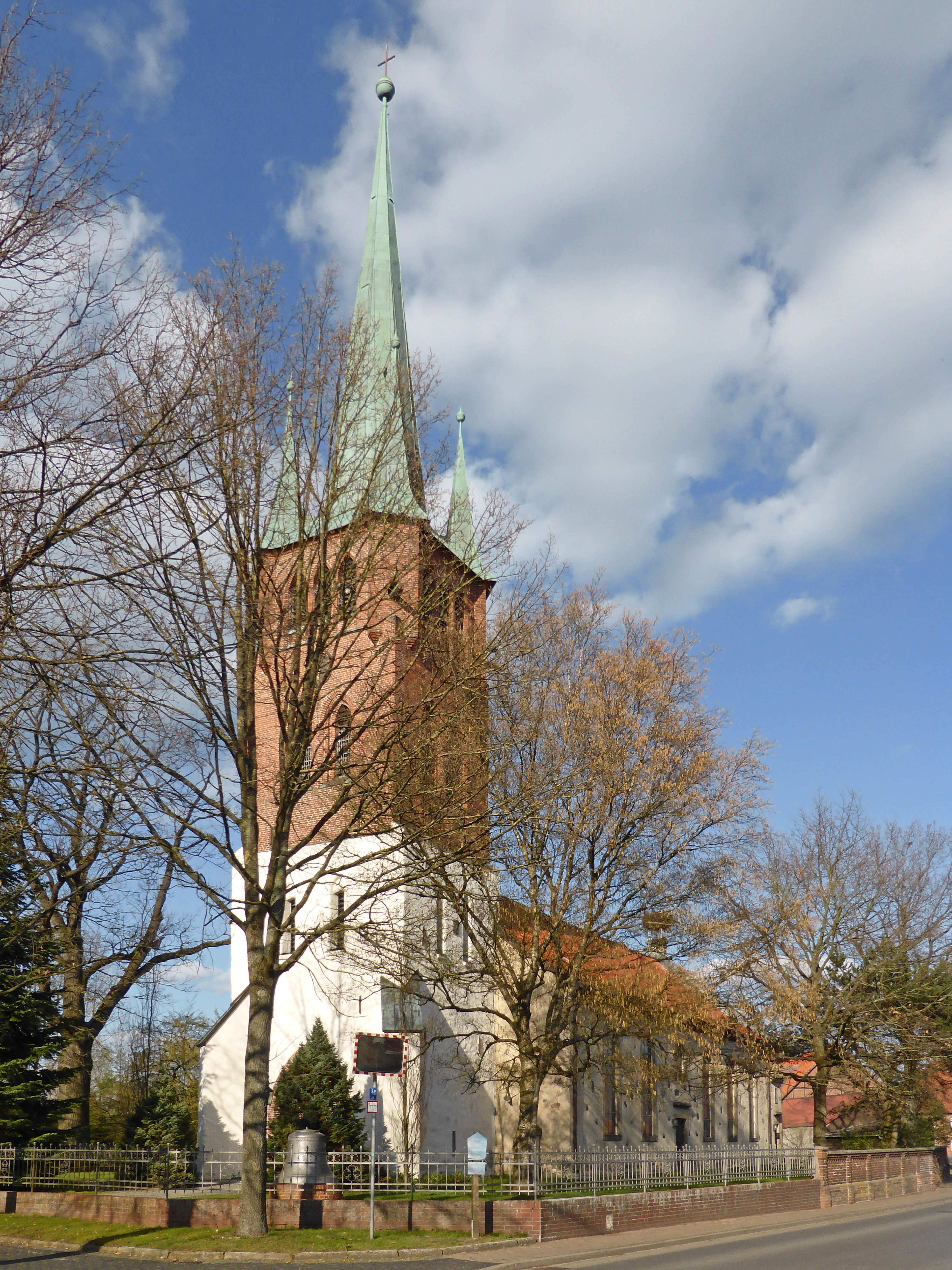
St.-Nicolai-und-Catharinen-Kirche

Die evangelisch-lutherische denkmalgeschützte St.-Nicolai-und-Catharinen-Kirche, die nach dem heiligen Nikolaus und der heiligen Katharina benannt ist, steht in Wahrenholz, einer Gemeinde im Landkreis Gifhorn in Niedersachsen. Die Kirchengemeinde gehört zum Kirchenkreis Gifhorn im Sprengel Lüneburg der Evangelisch-lutherischen Landeskirche Hannovers.

## Beschreibung
Im Jahr 1283 ist die Kirche urkundlich nachweisbar. Bischof Konrad II. von Hildesheim ließ den unteren, gotischen Teil des Kirchturms erbauen, an den später ein steinernes Kirchenschiff angebaut wurde. Aus dieser Zeit stammen die Schlagglocke, die noch in Betrieb ist, und das Taufbecken, das jetzt im Turmeingang steht. In der Zeit des Dreißigjährigen Krieges wurde die Kirche verwüstet. Bereits am Ende des 18. Jahrhunderts bemühte sich die Gemeinde um die Erneuerung ihrer Kirche. Aber erst nachdem bei einem Sturm während des Gottesdienstes Steine ins Kircheninnere gestürzt waren, konnte sie das Vorhaben verwirklichen. Von 1822 bis 1824 wurde das Kirchenschiff wegen Baufälligkeit von Grund auf neu erbaut. Auf den beiden unteren Geschossen des Kirchturms aus verputztem Feldsteinen wurden 1862–1864 nach dem Entwurf von Conrad Wilhelm Hase zwei weitere Geschosse aus Backsteinen errichtet.
Der Turm ist bedeckt mit einem achtseitigen spitzen Helm, an den Ecken flankiert von kleinen Helmen. Der untere Glockenstuhl befindet sich hinter je zwei großen, spitzbogigen Klangarkaden an jeder Seite, der obere hinter je drei kleineren an jeder Seite. In ihnen hängen jeweils zwei Kirchenglocken, die 2014 von Petit & Gebr. Edelbrock gegossen wurden. 1903/04 wurde die Kirche nach Osten verlängert, es entstanden der Chor mit halbrunder Apsis, die Sakristei und der Aufgang zu den Emporen.
Das Kirchenschiff wird durch die hölzernen Stützen der Emporen in drei Bereiche optisch geteilt. Der mittlere Teil ist mit einem hölzernen Tonnengewölbe überspannt, über den seitlichen Emporen sind Flachdecken. Zur Kirchenausstattung gehört ein Kanzelaltar mit hochliegender Kanzel, der von Eduard Wendebourg entworfen wurde. Die Vorderseite zeigt vier kopierte Bilder von Ludwig Ferdinand Schnorr von Carolsfeld, und zwar die Bergpredigt unter der Kanzel, die Kreuzigung in der Mitte, die Opferszene von Kain und Abel unten links und die Opferung Isaaks unten rechts. An den Seitenwänden sind Petrus und Paulus zu sehen. Die erste Orgel mit 15 Registern, zwei Manualen und einem Pedal wurde von Ernst Wilhelm Meyer ausgeführt. Sie wurde 1962 umgebaut und 1981 restauriert.